# Liste der Naturdenkmale in Freden (Leine)
Die Liste der Naturdenkmale in Freden (Leine) nennt die Naturdenkmale in Freden im Landkreis Hildesheim in Niedersachsen.

## Naturdenkmale
| Bild                          | Bezeichnung                 | Ort, Lage                                                                                                   | Beschreibung | Schutzzweck  | Nummer    |
| ----------------------------- | --------------------------- | --- | --- | ------------ | --------- |
| BW                            | 10 Linden                   | Everode an der Kirche (51° 57′ 3,8″ N, 9° 54′ 54″ O)                                                        | | Eigenart     | ND-HI 165 |
| BW                            | 3 Linden                    | Ohlenrode Fredener Straße, Ecke Altfelder Bach (51° 54′ 42″ N, 9° 59′ 24″ O)                                | | Schönheit    | ND-HI 194 |
| BW                            | 2 Linden                    | Winzenburg westlich des Lehrerdienstwohnhauses (51° 56′ 7,4″ N, 9° 56′ 20,8″ O)                             | | Heimatkunde  | ND-HI 210 |
| BW                            | 2 Linden                    | Everode am nördlichen Gutausgang an der K323 von Irmenseul nach Adenstedt (51° 56′ 43,1″ N, 9° 55′ 25,3″ O) | | Heimatkunde  | ND-HI 211 |
| mehr Fotos \| Fotos hochladen | Höhlen im Selter Steinbruch | Freden im Höhenzug Selter (51° 55′ 7,7″ N, 9° 52′ 22,4″ O)                                                  | Fünf Höhlen bzw. Löcher und Umgebung, ca. 0,925 ha. Fuchsbauhöhle (Länge 127 m), Moossinterhöhle (Länge 16 m), Döhrhöhle (Länge 110 m), Kaninchenlochhöhle (Länge 4 m), sowie ohne Namen (Länge 2 m). | Wissenschaft | ND-HI 392 |
| BW                            | Linde                       | Everode am Friedhof (51° 57′ 3,8″ N, 9° 54′ 54″ O)                                                          | | Schönheit    | ND-HI 397 |